# Aegus acchusi
Aegus acchusi là một loài bọ cánh cứng trong họ Lucanidae. Loài này được Sakamaki mô tả khoa học năm 2006.